# Titularbistum Vico Equense
Vico Equense ist ein Titularbistum der römisch-katholischen Kirche.
Es geht zurück auf einen Bischofssitz in der Stadt Vico Equense, die sich in der italienischen Region Kampanien befindet. Das Bistum Vico Equense wurde im 12. Jahrhundert gegründet und am 28. Juni 1818 aufgelöst. Es war dem Erzbistum Sorrent als Suffraganbistum unterstellt.
| Titularbischöfe von Vico Equense |                                                  |                                  |                  |                  |
| Nr.                              | Name                                             | Amt                              | von              | bis              |
| 1                                | Pierre Bertrand Chagué                           | Weihbischof in Lyon (Frankreich) | 2. Juli 1969     | 18. Januar 1975  |
| 2                                | Jean-François Arrighi                            | Kurienbischof                    | 17. April 1985   | 1. Dezember 1998 |
| 3                                | Alain Lebeaupin Titularerzbischof pro hac vice   | Apostolischer Nuntius            | 7. Dezember 1998 | 24. Juni 2021    |
| 4                                | Dieudonné Datonou Titularerzbischof pro hac vice | Apostolischer Nuntius            | 7. Oktober 2021  |                  |